# サディック・ベイ
- サディーク・ベイ

サディック・ジャリール・ベイ（Saddiq Jaleel Bey, 1999年4月9日 - ）は、アメリカ合衆国・ノースカロライナ州シャーロット出身のプロバスケットボール選手。NBAのワシントン・ウィザーズに所属している。ポジションはスモールフォワードまたはパワーフォワード。

## 経歴

### 学生時代
高校はメリーランド州のデマッサ・カトリック高等学校、ワシントンD.C.のシドウェル・フレンズ・スクールに在籍した後、ビラノバ大学に2年間在籍し、2020年のNBAドラフトにアーリーエントリーすることが表明した。

### デトロイト・ピストンズ
2020年11月18日に行われたNBAドラフトにて1巡目全体19位でブルックリン・ネッツから指名され、翌日に3チームが絡むトレードで、交渉権がデトロイト・ピストンズへ放出された。12月1日にピストンズとの契約に合意した。
2020-21シーズン、開幕戦での出場機会はなかったものの、このシーズンは70試合（先発53試合）に平均27.3分の出場で、12.2得点、4.5リバウンド、1.4アシストなどを記録した。2021年2月15日にイースタン・カンファレンス週間最優秀選手に選出されるなど、オールルーキーファーストチームに選出され、新人王投票では4位だった（新人王はラメロ・ボール）。
2021-22シーズン、2022年3月17日のオーランド・マジック戦でキャリアハイとなる51得点を含む9リバウンド、4アシスト、3スティールを記録し、チームは134-120で勝利した。このシーズン、ベイは全82試合に先発で平均33.0分の出場で、16.1得点、5.4リバウンド、2.8アシストなどを記録した。シーズン通算でのスリーポイントフィールドゴール成功本数は211本であり、アラン・ヒューストンが保持していた球団記録（191）を更新した。
2022-23シーズン、2023年1月4日のゴールデンステート・ウォリアーズ戦で決勝ブザービーターとなる3ポイントシュートを含む17得点を記録し、チームは122-119で勝利した。

### アトランタ・ホークス
2月9日に4チームが絡む大型トレードでアトランタ・ホークスへ移籍した。4日後のシャーロット・ホーネッツ戦でホークスデビューを果たし、12得点、5リバウンドを記録したが、チームは138-144で敗れた。
2023-24シーズン、2024年1月28日のトロント・ラプターズ戦で決勝点となるプットバックダンクを含む26得点、13リバウンド、3アシストを記録し、チームは126-124で辛勝した。3月11日に左膝前十字靭帯を裂傷する怪我を負い、残りのシーズンを全休することが発表された。

### ワシントン・ウィザーズ
2024-25シーズン開幕前の7月12日にワシントン・ウィザーズとの3年総額2,000万ドルの契約に合意したが、このシーズンは1試合も出場せずに終わった。

## 個人成績

### NBA

#### レギュラーシーズン
| シーズン | チーム | GP             | GS             | MPG            | FG%            | 3P%            | FT%            | RPG            | APG            | SPG            | BPG            | PPG            |                |
| -------- | ------ | -------------- | -------------- | -------------- | -------------- | -------------- | -------------- | -------------- | -------------- | -------------- | -------------- | -------------- | -------------- |
| 2020–21  | DET    | 70             | 53             | 27.3           | .404           | .380           | .844           | 4.5            | 1.4            | .7             | .2             | 12.2           |                |
| 2021–22  | DET    | 82*            | 82*            | 33.0           | .396           | .346           | .827           | 5.4            | 2.8            | .9             | .2             | 16.1           |                |
| 2022–23  | DET    | 52             | 30             | 28.8           | .404           | .345           | .861           | 4.7            | 1.6            | 1.0            | .2             | 14.8           |                |
| 2022–23  | ATL    | 25             | 7              | 25.2           | .470           | .400           | .862           | 4.8            | 1.4            | .8             | .0             | 11.6           |                |
| 2023–24  | ATL    | 63             | 51             | 32.7           | .416           | .316           | .837           | 6.5            | 1.5            | .8             | .2             | 13.7           |                |
| 2024–25  | WAS    | 負傷により全休 | 負傷により全休 | 負傷により全休 | 負傷により全休 | 負傷により全休 | 負傷により全休 | 負傷により全休 | 負傷により全休 | 負傷により全休 | 負傷により全休 | 負傷により全休 | 負傷により全休 |
| 通算     | 通算   | 292            | 223            | 30.2           | .408           | .352           | .842           | 5.2            | 1.8            | .8             | .2             | 14.1           |                |

- 2020-21シーズンは72試合制

#### プレーオフ
| シーズン | チーム | GP | GS | MPG  | FG%  | 3P%  | FT%  | RPG | APG | SPG | BPG | PPG |
| -------- | ------ | -- | -- | ---- | ---- | ---- | ---- | --- | --- | --- | --- | --- |
| 2023     | ATL    | 6  | 0  | 22.2 | .375 | .389 | .889 | 4.0 | 1.0 | .5  | .0  | 7.5 |
| 通算     | 通算   | 6  | 0  | 22.2 | .375 | .389 | .889 | 4.0 | 1.0 | .5  | .0  | 7.5 |

### カレッジ
| シーズン | チーム   | GP | GS | MPG  | FG%  | 3P%  | FT%  | RPG | APG | SPG | BPG | PPG  |
| -------- | -------- | -- | -- | ---- | ---- | ---- | ---- | --- | --- | --- | --- | ---- |
| 2018–19  | ビラノバ | 36 | 29 | 29.6 | .458 | .374 | .644 | 5.1 | 1.3 | .9  | .3  | 8.2  |
| 2019–20  | ビラノバ | 31 | 31 | 33.9 | .477 | .451 | .769 | 4.7 | 2.4 | .8  | .4  | 16.1 |
| 通算     | 通算     | 67 | 60 | 31.6 | .469 | .418 | .728 | 4.9 | 1.8 | .8  | .4  | 11.9 |